# DOGEの標的となったアメリカ合衆国連邦政府機関
2025年、第2次ドナルド・トランプ政権が発足すると、イーロン・マスクと政府効率化省（DOGE）のチームは、アメリカ合衆国連邦政府の大部分へのアクセスを獲得した。数十万人ものアメリカ合衆国連邦政府職員が解雇され、大量の公的記録が連邦政府機関のウェブサイトやデータベースから修正または削除された。イーロン・マスクとDOGEは、現在も政府の多数の省庁や機関全体の閉鎖や廃止を試み続けている。こうした行動は、政府の一部のメンバー、市民社会、一般市民から激しい論争と抵抗活動を引き起こしている。
イーロン・マスクの会社で過去と現在働いてきた社員たちがDOGEグループのリーダーに指名され、アメリカ合衆国政府のさまざまな組織の支配権を奪う活動を続けてきた。他の代理人たちも、マスクが率いる非公式で一時的な組織であるDOGEの一部として活動している。
これまでに、少なくとも以下のアメリカ合衆国連邦政府機関がDOGEの活動の対象になってきた。各政府機関には下位組織もあり、今後も活動が続くことが予想されている。
- アメリカ合衆国国際開発庁（USAID）
- アメリカ合衆国消費者金融保護局（CFPB）
- アメリカ合衆国農務省（DOA）
- アメリカ合衆国国防総省（DOD）
- アメリカ合衆国教育省（ED）
- アメリカ合衆国エネルギー省（DOE）
- アメリカ合衆国保健福祉省  (HSS)
- アメリカ疾病予防管理センター（CDC）
- アメリカ食品医薬品局（FDA）
- アメリカ合衆国住宅都市開発省
- 連邦住宅局（英語版）
- Office of Field Policy and Management (FPM)
- アメリカ合衆国内務省（DOI）
- アメリカ合衆国財務省
- United States Bullion Depository（英語版）
- Fort Knox（英語版）
- アメリカ合衆国内国歳入庁（IRS）
- アメリカ合衆国退役軍人省（VA）
- アメリカ合衆国環境保護庁（EPA）
- 連邦航空局（FAA）
- アメリカ合衆国連邦緊急事態管理庁（FEMA）
- 一般調達庁（英語版） (GSA)
- アメリカ国立公文書記録管理局（NARA）
- 全米民主主義基金
- アメリカ海洋大気庁（NOAA）
- 国家核安全保障局（NNSA）
- アメリカ合衆国人事管理局（英語版） (OPM)
- 社会保障局（SSA）
- アメリカ合衆国国土安全保障省（TSA）
- アメリカ合衆国デジタルサービス (USDS)
- アメリカ平和研究所（USIP）
- アメリカ合衆国郵便公社（USPS）